# Convoluta roscoffensis
Convoluta roscoffensis, numera benämnd Symsagittifera roscoffensis är en munlös, vattenlevande grön plattmask som är cirka 15 mm lång. Den gröna färgen utgörs av algen Platymonas convoluta med vilken den lever i symbios.